# Децемвиры
Децемви́ры (лат. decem viri «десять мужей»), также встречается термин децемвира́т, в Древнем Риме — коллегия из десяти человек, образованная для исполнения духовных или светских обязанностей в государстве.
- Древнейшая известная из таких коллегий — децемвиры для судебных разбирательств по гражданским делам (decemviri litibus judicandis), существовавшие, по преданию, ещё при царях,
- Децемвиры для жертвоприношений и для смотрения в Сивиллины книги (decemviri sacris faciundis et libris Sybillinis inspiciundis, или коротко decemviri sacrorum) — высшая коллегия, вначале состояла из двух человек (duumviri) и только впоследствии, когда плебеи были допущены к духовным должностям, число членов её было увеличено до десяти, а в конце периода республики — до пятнадцати (quindecimviri),
- Существовала также коллегия децемвиров для раздела земли в римских колониях (decemviri agris dividundis).

## Децемвиры с консульской властью для написания законов
Наиболее значительной из коллегий в 10 человек были так называемая комиссия децемвиров с консульской властью, избранных для составления законов (лат. Decemviri Consulari Imperio Legibus Scribendis).
Плебеи, несмотря на учреждение должности трибунов, терпели произвол консулов в судебных делах. В вынесении приговоров консулы или назначаемые ими судьи руководствовались обычным правом, недостаточно определенным. Требовалось этот произвол, ограниченный лишь в важных уголовных делах законом Валерия о воззвании к народу, ограничить строгими рамками. С этой целью народный трибун Терентилий Арса в 462 г. до н. э. предложил в трибунских комициях составить проект закона, в силу которого была бы назначена комиссия из пяти человек для составления законов, касающихся консульской власти (Ливий III, 9). Проект был внесен в народное собрание, но только через десять лет требование плебеев было удовлетворено.
Патриции вынуждены были уступить лишь крайней настойчивости народных трибунов, ежегодно вносивших законопроект, причём вместо пяти членов комиссии решено было выбрать десять и притом не так, чтобы половина их состояла из патрициев, а другая из плебеев (как того требовали плебеи), а все члены должны были быть из патрициев.
В 451 г. до н. э. консулы сложили с себя власть, и вместо них были избраны децемвиры с консульской властью для написания законов (decemviri consulari imperio legibus scribundis). Они в течение года составили десять таблиц, которые и были приняты центуриатскими комициями. Их работа облегчалась тем, что за два года до составления этих законов сенат отправил посольство из трех человек в Афины для изучения солонова законодательства. Послам было поручено ознакомиться с правами и законами и других греческих городов, начиная с южной Италии.
Так как оказалось, что десятью таблицами потребности законодательства не были исчерпаны, то по инициативе Аппия Клавдия, взявшего на себя председательство в избирательных комициях, на следующий год вновь были избраны децемвиры, которые прибавили к прежним десяти ещё две таблицы.
Таким образом были составлены Законы Двенадцати таблиц. Уже сама замена консульского правления на один год правлением децемвиров была сменой формы государственного управления, которую Ливий сравнивает с переходом от царской власти к консульскому правлению. Когда эта децемвиральная форма правления вступила в действие и на следующий год, притом так, что Аппий Клавдий Красс, главный децемвир первого года, вопреки обычаю оказался в одной и той же должности в течение двух лет подряд, и когда новые децемвиры с первого раза обнаружили властолюбивые стремления, то стала очевидна опасность для гражданской свободы.
Ещё в первый год правления децемвиров важнейшие гарантии свободы — воззвание к народу и вмешательство трибунов — были на один год отменены. Но децемвиры первого года по крайней мере допускали апелляцию против действий одного из них, бывшего в данный день у власти (которую они исполняли поочередно), к другим децемвирам, а знаками полной консульской власти (imperium consulare), то есть 12 ликторами с секирами и пучками лоз, пользовался только тот децемвир, который исполнял роль консула.
Децемвиры второго года не допускали никакой апелляции и уже в первый день вступления в должность, в майские иды (450 до н. э.), явились к народу, все окруженные 12-ю ликторами с секирами и лозами, так что все 12 правителей стали распоряжаться жизнью граждан. Последовали многочисленные казни, водворилась жестокая олигархия, от которой страдали одни плебеи (патриции большей частью были ею довольны).
По окончании года децемвиры не сложили с себя власти, а самовольно остались в ней и на следующий 449 год (305 год от основания Рима). Согласно источникам, их низвержению предшествовали два кровавых события, произошедших в том же году. Сначала, по личному указанию децемвира Квинта Фабия Вибулана, ударом в спину был убит бывший трибун, легендарный эвокат (ветеран) Луций Сикций Дентат, которого называли «римским Ахиллом». Вскоре Аппий Клавдий пытался, используя свой высокий пост, учинить насилие над девушкой Виргинией, дочерью центуриона плебейского происхождения Луция Виргиния, который, спасая честь дочери, лишил её жизни прямо в неправедном суде. Последнее событие особенно возмутило граждан Рима, что привело ко второй сецессии на Священную гору, где состоялось примирение между патрициями и плебеями на условии отмены власти децемвиров и восстановления прежнего порядка.
Новые консулы, Луций Валерий и Марк Гораций, предложили, а центуриатские комиции приняли законы (лат. leges Valeriae Horatiae), которые расширили права плебеев и постановляли, чтобы правление, подобное децемвиральному, никогда не учреждалось, и что тот, кто учредит подобное правление, может быть убит безнаказанно кем угодно. Низложенные децемвиры были преданы суду. Двое из них, Аппий Клавдий и Оппий, сами лишили себя жизни, а другие удалились в изгнание.

### Список децемвиров
Децемвиры 451 года до н. э.:
- Аппий Клавдий Красс, консул;
- Тит Генуций Авгурин, консул;
- Тит Ветурий Красс Цикурин;
- Гай Юлий Юлл;
- Авл Манлий Вульсон;
- Сервий Сульпиций Камерин Корнут;
- Публий Сестий Капитолин Ватикан;
- Публий Куриаций Фист Тригемин;
- Тит Ромилий Рок Ватикан;
- Спурий Постумий Альб Региллен

Децемвиры 450—449 годов до н. э.:
- Аппий Клавдий Красс (во 2-й раз);
- Корнелий Малугинский;
- Марк Сергий Эсквилин;
- Луций Минуций Эсквилин Авгурин;
- Квинт Фабий Вибулан (консул 467 года до н. э.);
- Квинт Петелий Либон Визол;
- Тит Антоний Меренда;
- Цезон Дуиллий Лонг;
- Спурий Оппий Корницен;
- Маний Рабулей